# Telchinia jodutta
Telchinia jodutta is een vlinder uit de familie van de Nymphalidae. De wetenschappelijke naam van de soort is voor het eerst gepubliceerd in 1793 door Johann Christian Fabricius.

## Verspreiding
De soort komt voor in Senegal, Guinee, Sierra Leone, Liberia, Ivoorkust, Ghana, Togo, Benin, Nigeria, Kameroen, Equatoriaal Guinea, Sao Tomé & Principe, Gabon, Congo-Brazzaville, Centraal Afrikaanse Republiek, Congo-Kinshasa, Ethiopië, Zuid-Soedan, Oeganda, Kenia, Rwanda, Tanzania, Angola en Zambia.

## Waardplanten
De rups leeft op diverse soorten van de brandnetelfamilie (Urticaceae) namelijk Boehmeria nivea, Scepocarpus trinervis en soorten van het geslacht Pouzolzia.